# Luckenbach
Luckenbach település Németországban, Rajna-vidék-Pfalz tartományban. Lakosainak száma 672 fő (2023. december 31.).

## Népesség
A település népességének változása:
| Lakosok száma | 479  | 656  | 666  | 667  | 659  | 672  |
|               | 1975 | 2017 | 2019 | 2021 | 2022 | 2023 |